# Zecca di Nicomedia
La zecca di Nicomedia fu una zecca romana con sede nella città di Nicomedia e attiva dalla fine del III secolo alla seconda metà del V e poi dal 498 circa al 629. I simboli di zecca utilizzati erano NIKOMI, NIKO, NIKM, NIC, NIK, NI e N.
A seguito della riforma monetaria del 498 di Anastasio I, la zecca riprese le coniazioni, limitate (come per la sua gemella zecca di Cizico) alle monete in bronzo, probabilmente destinate a rifornire la diocesi del Ponto. Assieme alla zecca di Cizico, quella di Nicomedia giocò un ruolo importante nella riforma monetaria del 539. Nel VI e VII secolo furono utilizzati i segni di officina A e B. A causa dell'occupazione persiana non fu attiva nel 614/615 e poi ancora nel 625/626; dopo una breve riapertura fu poi chiusa definitivamente a seguito della riorganizzazione voluta dall'imperatore Eraclio I (629), insieme alle zecche di Nicomedia e Tessalonica.